# モーセの発見 (ヴェロネーゼ、プラド美術館)
『モーセの発見』（モーセのはっけん、西: Moisés salvado de las aguas del Nilo、英: The Finding of Moses）は、イタリア・ルネサンスのヴェネツィア派の巨匠パオロ・ヴェロネーゼが1580年ごろ、キャンバス上に油彩で制作した絵画である。ヴェロネーゼ、またはヴェロネーゼと彼の工房で制作された8点の同主題作のうちの1点である。本作は、17世紀にヴェネツィアのデッラ・トッレ侯爵夫妻 (Marquis and Marchioness della Torre) の家に掛けられていた作品とおそらく同定される。スペインでは、1666年のマドリードの旧王宮の目録に最初に記録され、現在はプラド美術館に所蔵されている。

## 作品
モーセは『旧約聖書』の人物で、ファラオによるエジプト統治時代に生まれた。ファラオは自国で増え続けるイスラエル人を恐れ、彼らの繁栄を断ち切る決心をした。そして、「生まれてくる男の子はみなナイル川に投げ込むのだ」 (「出エジプト記」1:22) と命じた。モーセの母は、虐殺を逃れるために生後3ヶ月のモーセを川岸に捨てた。モーセは拾われて命を取り留めたが、救ったのはファラオの娘と侍女たちであった (「出エジプト記」2:5-6)。
ヴェロネーゼは、この主題を当時のヴェネツィア近郊の別荘の周辺で1人の貴婦人に起きた出来事のように表現している。上述の「出エジプト記」には記述されていない小人が描かれているが、16世紀のヨーロッパの宮廷にはしばしば小人がいた。美術史上で、宗教的主題の作品がこれほど世俗的に扱われたことは稀である。作品には、弾けるような筆致や豊かな色彩といったヴェロネーゼの技法が凝縮されている。
ヴェロネーゼは本作以外にも工房作を含め同主題の作品を残しているが、その中には本作やナショナル・ギャラリー (ワシントン) にあるもののように縦長のものもあれば、ドレスデンのアルテ・マイスター絵画館にある作品のように横長のものもある。

## ヴェロネーゼの同主題作

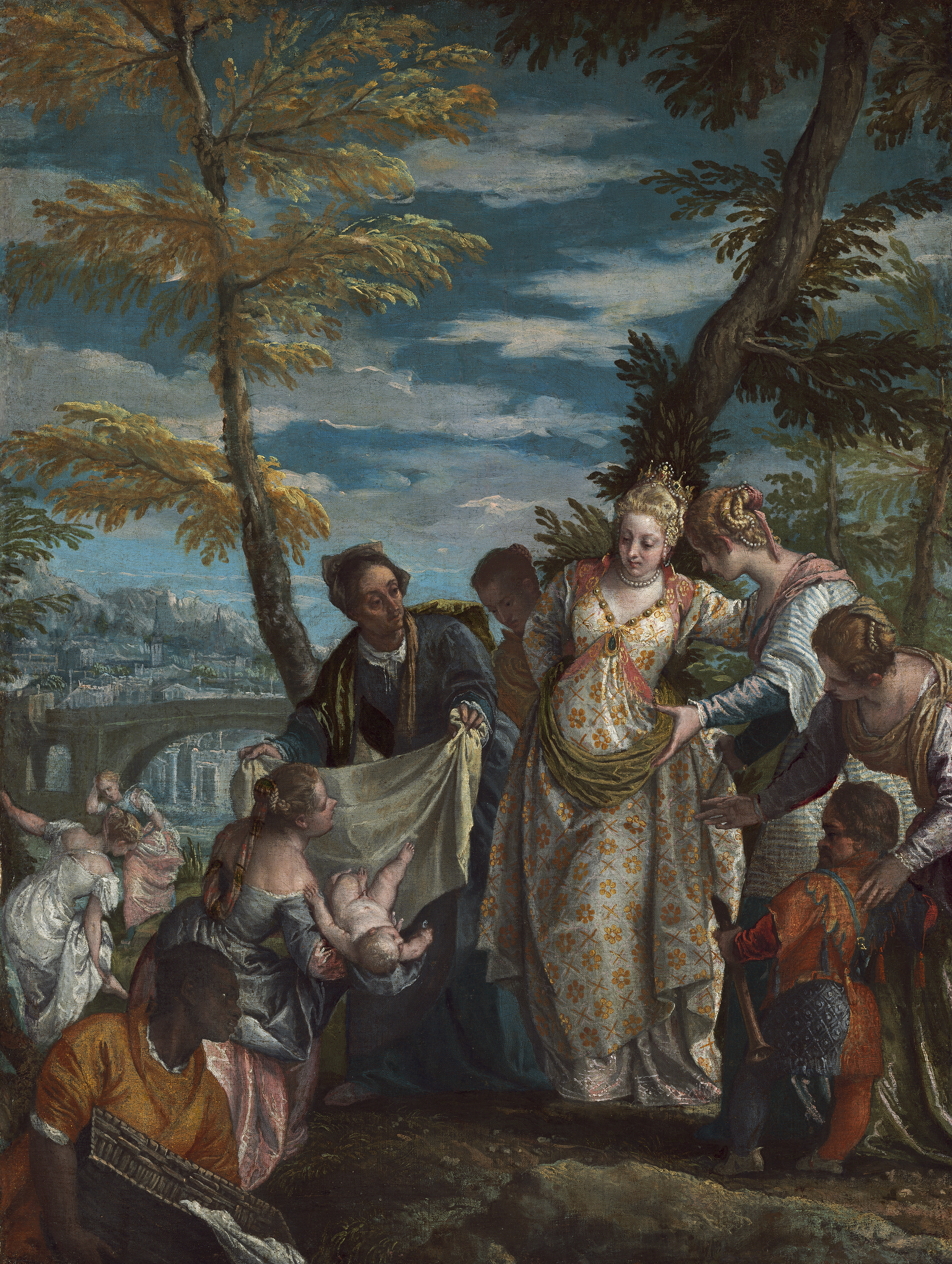
『モーセの発見』ナショナル・ギャラリー・オブ・アート所蔵
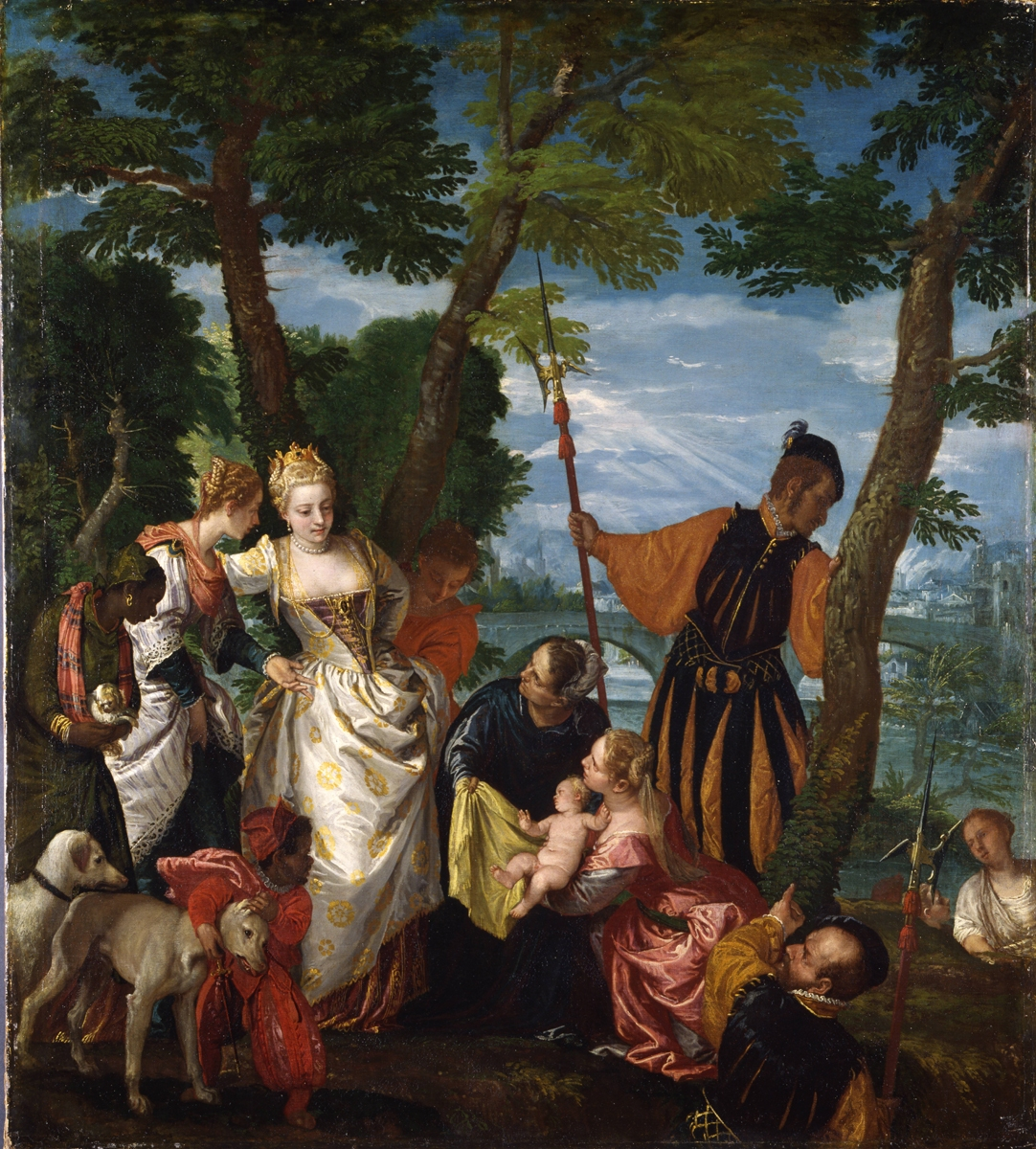
『モーセの発見』リヨン美術館所蔵
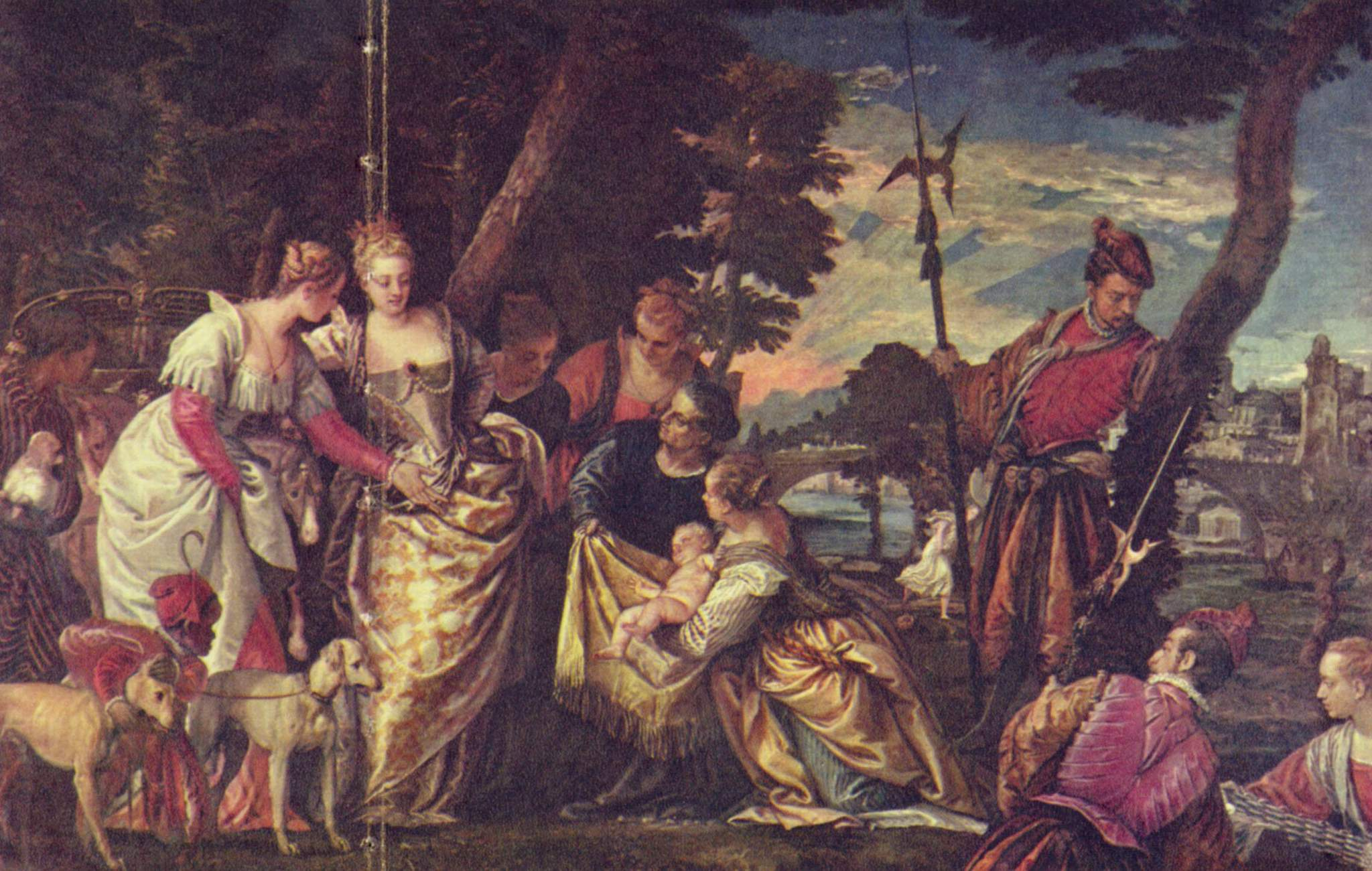
『モーセの発見』アルテ・マイスター絵画館所蔵
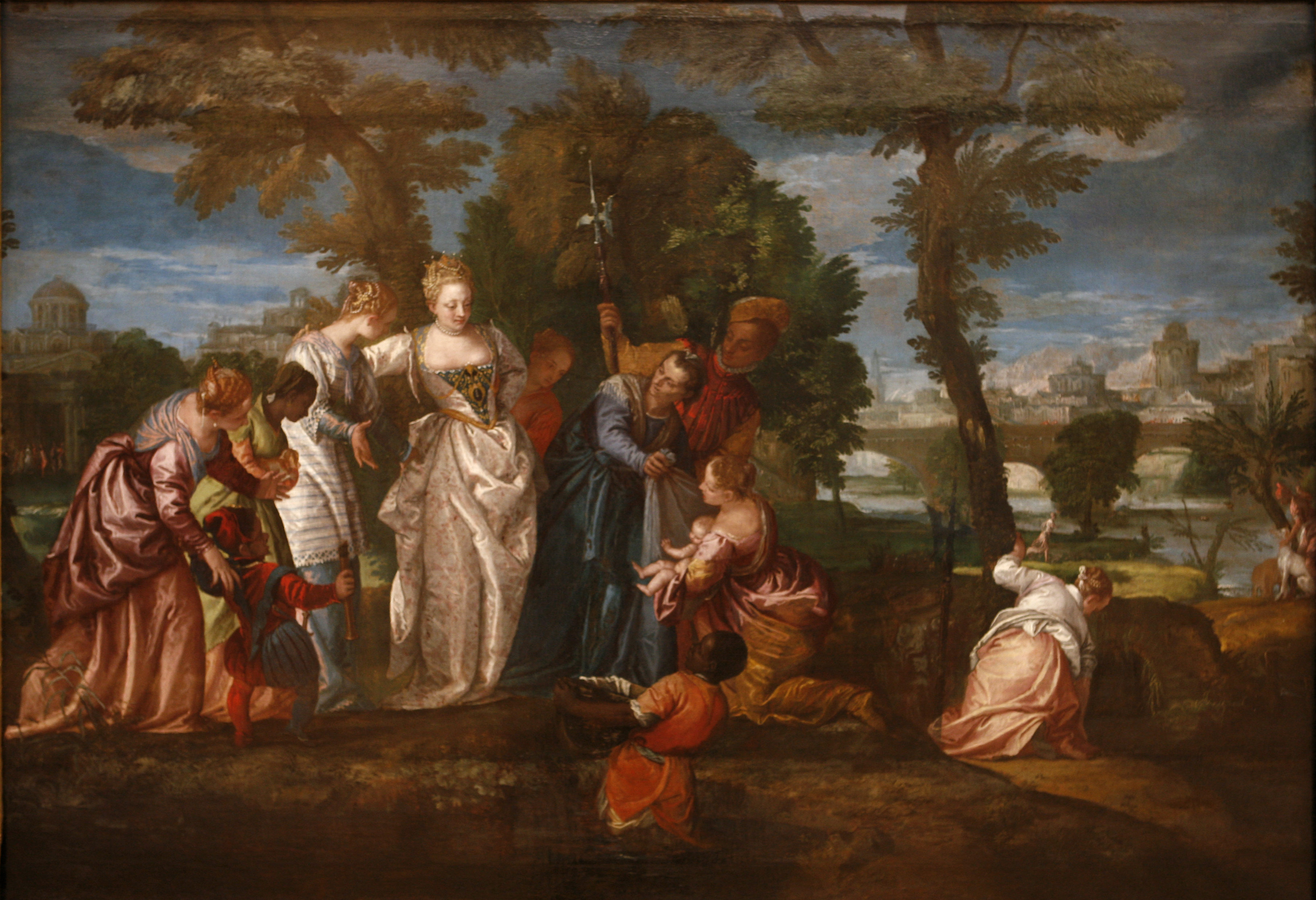
『モーセの発見』ディジョン美術館所蔵
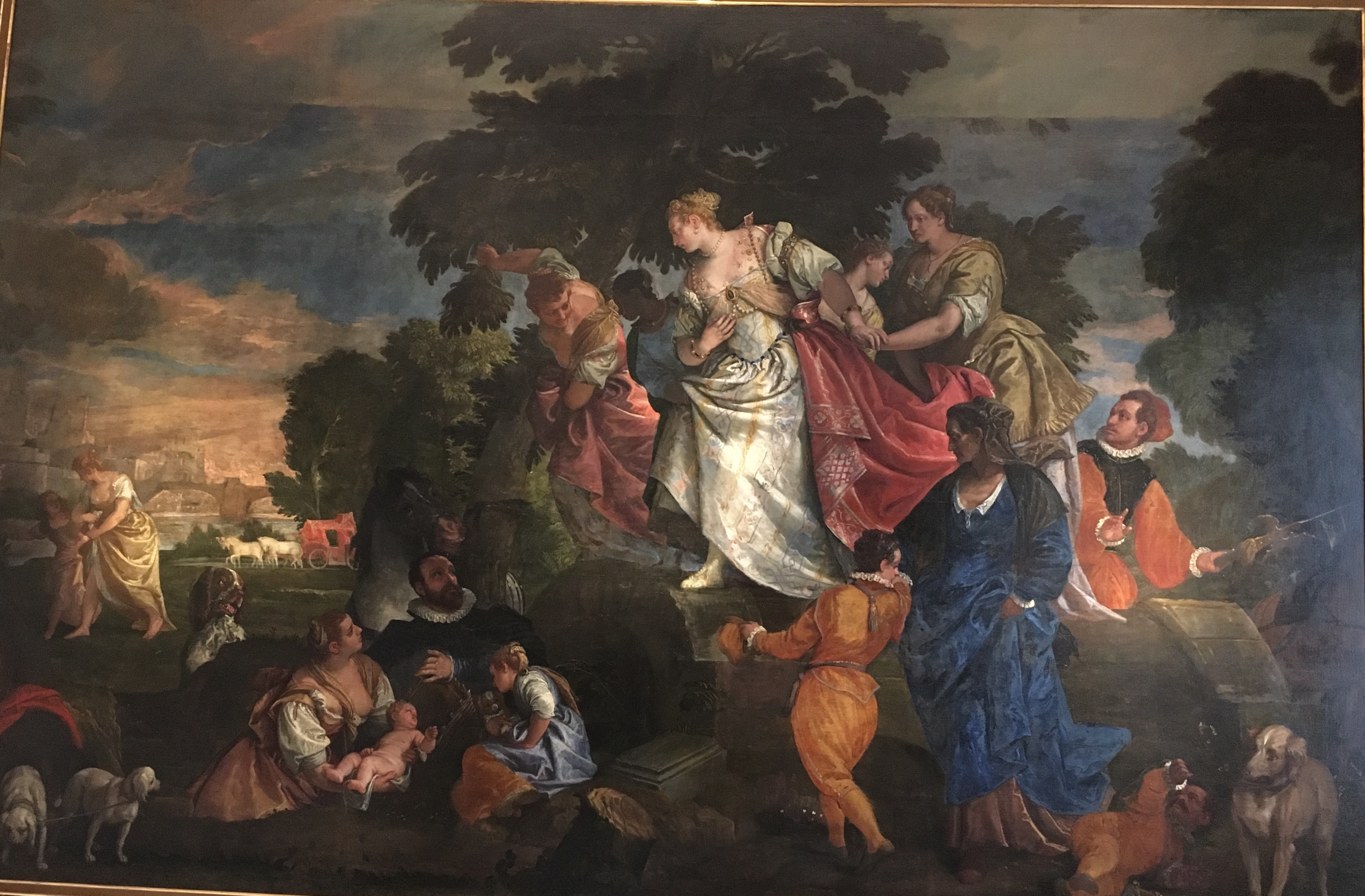
『モーセの発見』サバウダ美術館所蔵
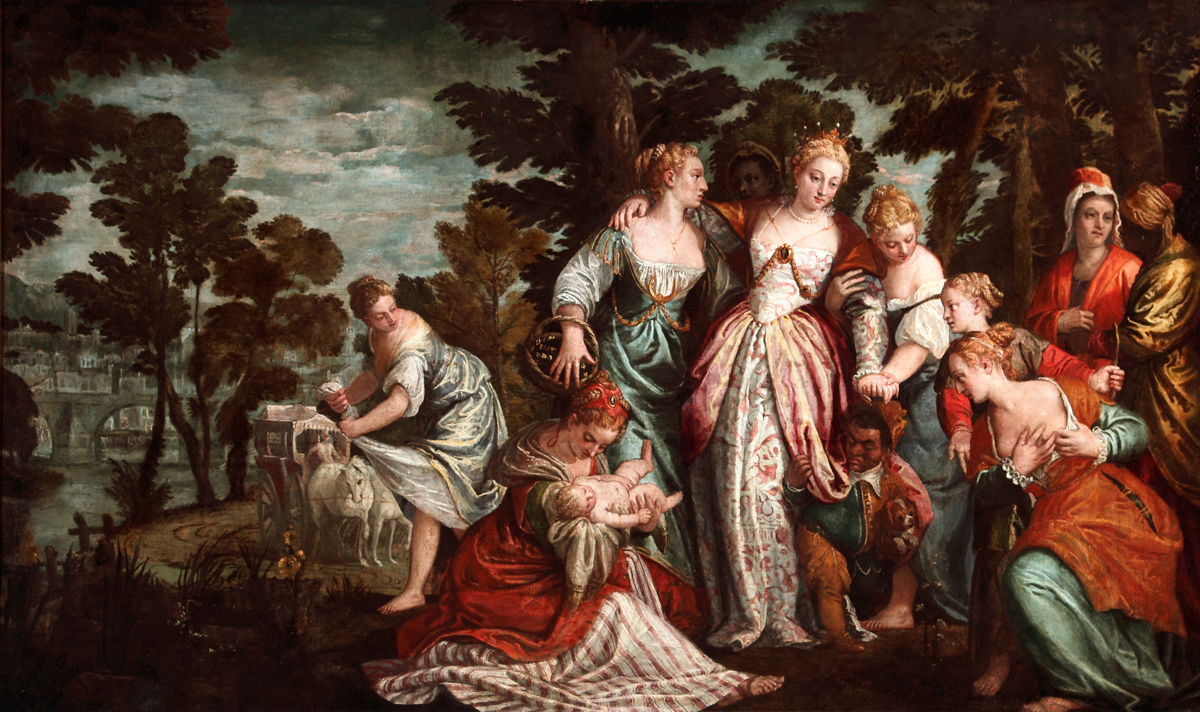
『モーセの発見』ウォーカー・アート・ギャラリー所蔵